# Ptychadena perplicata
Ptychadena perplicata är en groddjursart som beskrevs av Laurent 1964. Ptychadena perplicata ingår i släktet Ptychadena och familjen Ptychadenidae. IUCN kategoriserar arten globalt som livskraftig. Inga underarter finns listade i Catalogue of Life.